# Profesionál
Profesionál (z latinského professio a to z latinského profiteor) má v češtině dva základní významy. Profesionál je jednak člověk, který 
- dostává za svou činnost finanční odměnu (opakem je sportovní amatér anebo dobrovolník), a jednak
- kvalifikovaný pracovník, schopný svoji činnost vykonávat kvalitně (opakem je laik či nekvalifikovaná osoba).[1]

V odborném personalistickém a sociologickém vyjadřování se jako profesionálové označují osoby vykonávající intelektuálně náročnou práci a obvykle disponující vysokoškolským vzděláním, tedy specialisté. Mezinárodní organizace práce ve své standardní klasifikaci povolání ISCO je řadí do druhé hlavní skupiny povolání a dále dělí podle oboru, v němž pracují. V řadě oborů profesionálních činností existují profesní organizace (komory a jiné typy organizací) sdružující buď na dobrovolné, nebo zákonem regulované bázi profesionály daného oboru, například Česká lékařská komora sdružuje české lékaře, Česká advokátní komora advokáty a podobně.

## Nezávislá práce
Termíny nezávislý pracovník a pracovník na volné noze (anglicky freelancer) jsou pojmy běžně používané k popisu profese osoby samostatně výdělečně činné, která z definice není dlouhodobě vázána ke konkrétnímu zaměstnavateli. Tyto lidi někdy zastupuje firma nebo pracovní agentura, která klientům prodává práci nezávislých profesí. Jiné profese vystupují převážně samostatně nebo používají k získání práce profesní sdružení či vlastní webové stránky. Z hlediska smluvního a daňového se obvykle jedná o práci na dohodu, o nezávislého subdodavatele. Mezi obory, profese a průmyslová odvětví, kde převládá nezávislá práce, patří: hudba, psaní, herectví, počítačové programování, webdesign, grafický design, překlady a ilustrace, filmová a video produkce, call centra a další formy úkolové práce. Řadíme sem i sezónní práce, zemědělské práce atd. 